# Movimento de liberdade da saúde
Movimento de liberdade da saúde, é usado para descrever uma coalizão, de organizações de consumidores, ativistas, praticantes da medicina alternativa, e dos produtores de todo o mundo, que buscam plena liberdade de escolha, na área da saúde. O movimento critica a indústria farmacêutica, e os médicos reguladores, e usa o termo "saúde", para a liberdade, como um slogan, para transmitir sua mensagem.
Os defensores deste movimento argumentam que o sistema de saúde convencional pode ser excessivamente dominado pela indústria farmacêutica e por um modelo médico centrado no tratamento de doenças com medicamentos e procedimentos invasivos, deixando de lado abordagens naturais e preventivas. O movimento prega o direito de cada pessoa em:
1. Escolher livremente o tratamento médico, seja ele convencional ou alternativo.
2. Acessar informações claras e imparciais sobre tratamentos, sem censura ou restrição de dados.
3. Proteger práticas e terapias alternativas de regulações restritivas que possam limitá-las.[3][4]

Críticos do movimento, por outro lado, alertam para os riscos de terapias sem comprovação científica adequada e preocupações sobre a segurança e eficácia de certos produtos e tratamentos alternativos. O equilíbrio entre liberdade de escolha e proteção ao consumidor é um dos principais pontos de debate.

O movimento é visto em várias partes do mundo, incluindo EUA e Europa, onde algumas leis e regulamentações sobre suplementos e medicina alternativa são mais rigorosas, gerando pressão por mudanças.